# Ancistrocercus atrosignatus
Ancistrocercus atrosignatus är en insektsart som först beskrevs av Brunner von Wattenwyl 1895.  Ancistrocercus atrosignatus ingår i släktet Ancistrocercus och familjen vårtbitare. Inga underarter finns listade i Catalogue of Life.